# Аллан Г'юстон
Аллан Вейд Г'юстон (англ. Allan Wade Houston, нар. 20 квітня 1971, Луїсвілл, Кентуккі, США) — американський професіональний баскетболіст, що грав на позиції атакувального захисника за декілька команд НБА. Гравець національної збірної США. Олімпійський чемпіон 2000 року. Згодом — баскетбольний тренер.

## Ігрова кар'єра
Починав грати у баскетбол у команді старшої школи Балларда (Луїсвілл, Кентуккі). 1988 року став чемпіоном штату в її складі. На університетському рівні грав за команду Теннессі (1989–1993). Закінчив університет як найрезультативніший гравець у його історії.
1993 року був обраний у першому раунді драфту НБА під загальним 11-м номером командою «Детройт Пістонс». Захищав кольори команди з Детройта протягом наступних 3 сезонів.
Другою і останньою ж командою в кар'єрі гравця стала «Нью-Йорк Нікс», до складу якої він приєднався 1996 року і за яку відіграв 9 сезонів. 1999 року допоміг команді дійти до фіналу НБА, де «Нью-Йорк» програв «Сан-Антоніо». 2000 та 2001 року брав участь у матчах усіх зірок НБА. Через травми завершив кар'єру достроково, однак продовжував отримувати високу зарплатню за контрактом.

### Правило Г'юстона
2005 року при складанні нового колективного договору гравців з клубами випадок Г'юстона вилився в спеціальний пункт про амністію, за яким гравець з діючим контрактом, який завершив кар'єру через проблеми зі здоров'ям, міг не враховуватися при розрахунку податку на розкіш.

## Статистика виступів в НБА
| * | Лідер ліги |

### Регулярний сезон
| Сезон              | Команда            | GP  | GS  | MPG  | FG%  | 3P%  | FT%   | RPG | APG | SPG | BPG | PPG  |
| ------------------ | ------------------ | --- | --- | ---- | ---- | ---- | ----- | --- | --- | --- | --- | ---- |
| 1993–1994          | «Детройт Пістонс»  | 79  | 20  | 19.2 | .405 | .299 | .824  | 1.5 | 1.3 | .4  | .2  | 8.5  |
| 1994–1995          | «Детройт Пістонс»  | 76  | 39  | 26.3 | .463 | .424 | .860  | 2.2 | 2.2 | .8  | .2  | 14.5 |
| 1995–1996          | «Детройт Пістонс»  | 82  | 75  | 37.5 | .453 | .427 | .823  | 3.7 | 3.0 | .7  | .2  | 19.7 |
| 1996–1997          | «Нью-Йорк Нікс»    | 81  | 81  | 33.1 | .423 | .385 | .803  | 3.0 | 2.2 | .5  | .2  | 14.8 |
| 1997–1998          | «Нью-Йорк Нікс»    | 82  | 82  | 34.7 | .447 | .385 | .851  | 3.3 | 2.6 | .8  | .3  | 18.4 |
| 1998–1999          | «Нью-Йорк Нікс»    | 50  | 50  | 36.3 | .418 | .407 | .862  | 3.0 | 2.7 | .7  | .2  | 16.3 |
| 1999–2000          | «Нью-Йорк Нікс»    | 82  | 82  | 38.6 | .483 | .436 | .838  | 3.3 | 2.7 | .8  | .2  | 19.7 |
| 2000–2001          | «Нью-Йорк Нікс»    | 78  | 78  | 36.6 | .449 | .381 | .909  | 3.6 | 2.2 | .7  | .1  | 19.7 |
| 2001–2002          | «Нью-Йорк Нікс»    | 77  | 77  | 37.8 | .437 | .393 | .870  | 3.3 | 2.5 | .7  | .1  | 20.4 |
| 2002–2003          | «Нью-Йорк Нікс»    | 82  | 82  | 37.9 | .445 | .396 | .919* | 2.8 | 2.7 | .7  | .1  | 22.5 |
| 2003–2004          | «Нью-Йорк Нікс»    | 50  | 50  | 36.0 | .435 | .431 | .913  | 2.4 | 2.0 | .8  | .0  | 18.5 |
| 2004–2005          | «Нью-Йорк Нікс»    | 20  | 11  | 26.6 | .415 | .388 | .837  | 1.2 | 2.1 | .4  | .1  | 11.9 |
| Усього за кар'єру  | Усього за кар'єру  | 839 | 727 | 33.7 | .444 | .402 | .863  | 2.9 | 2.4 | .7  | .2  | 17.3 |
| В іграх усіх зірок | В іграх усіх зірок | 2   | 0   | 16.5 | .333 | .400 | 1.000 | 1.5 | 2.5 | .5  | .0  | 8.0  |

### Плей-оф
| Сезон             | Команда           | GP | GS | MPG  | FG%  | 3P%  | FT%   | RPG | APG | SPG | BPG | PPG  |
| ----------------- | ----------------- | -- | -- | ---- | ---- | ---- | ----- | --- | --- | --- | --- | ---- |
| 1995–1996         | «Детройт Пістонс» | 3  | 3  | 45.3 | .431 | .333 | .900  | 2.7 | 2.0 | .0  | .3  | 25.0 |
| 1996–1997         | «Нью-Йорк Нікс»   | 9  | 9  | 40.0 | .436 | .500 | .886  | 2.6 | 2.3 | .7  | .3  | 19.2 |
| 1997–1998         | «Нью-Йорк Нікс»   | 10 | 10 | 40.3 | .434 | .391 | .862  | 3.8 | 2.8 | .5  | .1  | 21.1 |
| 1998–1999         | «Нью-Йорк Нікс»   | 20 | 20 | 39.2 | .443 | .250 | .883  | 2.7 | 2.6 | .4  | .1  | 18.5 |
| 1999–2000         | «Нью-Йорк Нікс»   | 16 | 16 | 40.9 | .438 | .500 | .862  | 3.3 | 1.6 | 1.2 | .2  | 17.6 |
| 2000–2001         | «Нью-Йорк Нікс»   | 5  | 5  | 37.8 | .594 | .545 | 1.000 | 1.8 | 1.4 | 1.0 | .2  | 20.8 |
| Усього за кар'єру | Усього за кар'єру | 63 | 63 | 40.1 | .448 | .420 | .884  | 2.9 | 2.2 | .7  | .2  | 19.3 |

## Виступи за збірну
1999 року став чемпіоном Америки у складі збірної США. 2000 року завоював золоту медаль Сіднея.